# Thysanoteuthidae
Thysanoteuthidae is een familie van weekdieren uit de klasse van de Cephalopoda (inktvissen).

## Geslachten
- Thysanoteuthis